# Japan-Air-Lines-Flug 1045
Am 13. Januar 1977 verunglückte ein Frachtflugzeug des Typs Douglas DC-8-62 auf dem Japan-Air-Lines-Flug 1045 (Flugnummer: JL1045), einem unter dem Markennamen JAL Cargo durchgeführten Charterflug der Japan Air Lines, unmittelbar nach dem Start vom Flughafen Anchorage. Bei dem Unfall kamen die fünf Besatzungsmitglieder ums Leben. Forensische Ermittlungen ergaben, dass der Kapitän, der die Maschine steuerte, zum Unfallzeitpunkt stark alkoholisiert gewesen war.

## Flugzeug
Das Flugzeug (Kennzeichen: JA8054, c/n: 46148, s/n: 553) wurde im Jahr 1971 gebaut und war mit vier Pratt & Whitney JT3D-Triebwerken ausgerüstet. Bis zum Unfall hatte die Maschine insgesamt 19.744 Flugstunden absolviert, davon 8.708 Stunden seit der letzten großen Inspektion sowie 45 seit der letzten technischen Durchsicht.

## Insassen und Fracht
Die Cockpitcrew bestand aus drei Besatzungsmitgliedern. Kapitän war der 53-jährige US-Amerikaner Hugh L. Marsh, der seit Juni 1969 bei Japan Air Lines angestellt war und seit 1970 eine Musterberechtigung für das Führen einer DC-8 besaß. Der 31-jährige erste Offizier Kunihika Aktiani war seit Mai 1970 bei Japan Airlines eingestellt und seit 1976 im Besitz einer Musterberechtigung für die DC-8. Flugingenieur war der 31-jährige Nobumasa Yokokawa.
Da mit der Maschine ein Viehtransport durchgeführt wurde, waren neben der Besatzung zwei Tierpfleger an Bord.

## Unfallhergang
Die Besatzung bestieg die Maschine um 5:15 Uhr. Die Checkliste für den Start wurden um 6:09 Uhr abgearbeitet. Zum Abflug aus Anchorage hatte die Maschine eine Startfreigabe von Startbahn 24L erhalten. Im dichten Nebel war der Kapitän zunächst irrtümlich zu Bahn 24R gerollt. Der Fluglotse half der Besatzung anschließend durch entsprechende Anweisungen, die richtige Startbahn zu erreichen.
Fast unmittelbar nach dem Abheben der Maschine kam es zu einem Strömungsabriss. Auf einer Höhe von 30 Metern neigte sich die Maschine nach rechts und stürzte 300 Meter hinter dem Startbahnende zu Boden.

## Ursachen

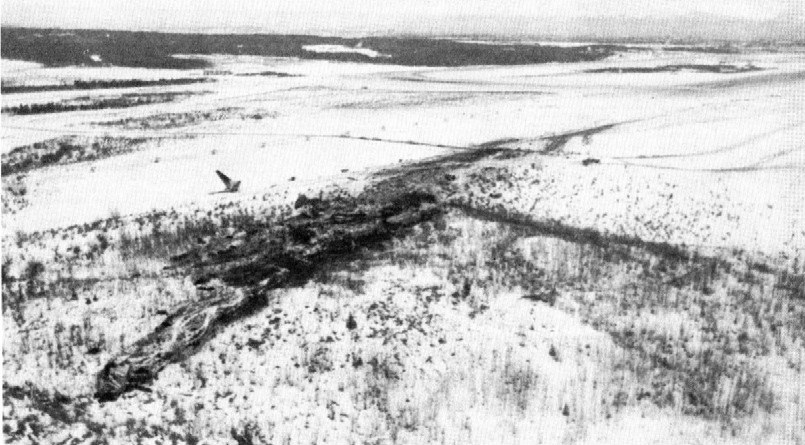
Foto der Absturzstelle

Wie sich nach dem Absturz herausstellte, hatte der Taxifahrer, der die Besatzung zum Flughafen gefahren hatte, bemerkt, dass Kapitän Marsh desorientiert wirkte. Dessen Gesicht sei gerötet und seine Augen glasig gewesen, er habe undeutlich und zusammenhanglos gesprochen und einen wackeligen Gang gehabt. Der Fahrer kontaktierte daraufhin seinen Schichtleiter in der Taxizentrale, um diesem seine Erfahrungen zu berichten. Der Schichtleiter rief um 4:50 Uhr bei Japan Air Lines an, um die Gesellschaft vor der Trunkenheit eines ihrer Piloten zu warnen. Am Telefon wurde ihm entgegnet, dass es keine Auffälligkeiten bezüglich der Besatzung gebe.
Forensische Untersuchungen des Körpers von Kapitän Marsh ergaben einen Blutalkoholgehalt von 2,98 Promille zum Zeitpunkt des Unfalls.  Bei späteren Zeugenbefragungen erklärten 6 von 13 Personen, die Marsh vor dem Absturz gesprochen hatten, dass ihnen seine Alkoholisiertheit aufgefallen sei. Der Fahrer des Shuttle-Busses, der die Besatzung für das Boarding zur Maschine fuhr, äußerte dagegen, der Kapitän habe auf ihn gewirkt wie immer, als sei er in einer guten Verfassung gewesen, und dass er dies auch gesagt habe, bevor Gerüchte umgingen, dass der Kapitän betrunken gewesen sei.
Als weiteren Faktor, der zum Unfall geführt habe, vermuteten die Ermittler der NTSB Raureif auf den Tragflächen. Diese hätten den Anstellwinkel verringert, bei dem es zu einem Strömungsabriss kommt. Der Kapitän habe demnach die Flugzeugnase für einen sicheren Start unter den gegebenen Bedingungen zu steil angehoben. Schließlich kamen die Ermittler zu dem Ergebnis, dass neben der Trunkenheit des Kapitäns und der Eisbildung an der Maschine die Verantwortung für den Absturz auch bei den übrigen Besatzungsmitgliedern liege, da diese keine Versuche unternommen habe, den Kapitän am Steuern der Maschine zu hindern.

## Ähnliche Zwischenfälle
Weitere Flugunfälle, bei denen ein Alkoholkonsum der Piloten eine Rolle spielte, waren u. a.:
- Aero-O/Y-Flug 311
- Aeroflot-Flug 821